# Saint-Martin-le-Beau
Saint-Martin-le-Beau è un comune francese di 2 861 abitanti situato nel dipartimento dell'Indre e Loira nella regione del Centro-Valle della Loira.

## Società

### Evoluzione demografica
Abitanti censiti